# Lennart Czyborra
Lennart-Marten Quint Czyborra (Berlijn, 3 mei 1999) is een Duits voetballer die als linkervleugelverdediger voor Genoa CFC speelt.

## Carrière
Lennart Czyborra speelde in de jeugd van 1. FV Eintracht Wandlitz, FV Motor Eberswalde, 1. FC Union Berlin, Hertha BSC, Energie Cottbus en FC Schalke 04. In 2018 vertrok hij naar Heracles Almelo, waar hij op 11 augustus 2018 debuteerde. Dit was in de met 1-1 gelijkgespeelde uitwedstrijd tegen AFC Ajax. Hij kwam in de 82e minuut in het veld voor Bart van Hintum. In januari 2020 werd hij verkocht aan Atalanta Bergamo. Hij debuteerde in de Serie A op 14 juli 2020, in de met 6-2 gewonnen thuiswedstrijd tegen Brescia. Verder kwam hij in de tweede helft van het seizoen niet aan spelen toe, dus werd hij in augustus 2020 voor het seizoen 2020/21 verhuurd aan Genoa CFC. Hier kwam hij wel tot speelminuten, en na een seizoen nam Genoa Czyborra definitief over voor een bedrag van 5,5 miljoen euro. Enkele dagen later werd hij verhuurd aan DSC Arminia Bielefeld. Hier kwam hij slechts vijfmaal in actie, waarna de verhuurperiode in de winterstop werd afgebroken.

### Statistieken
| Seizoen                   | Club                    | Land           | Competitie     | Competitie | Competitie | Beker | Beker | Overig | Overig | Totaal | Totaal |
| Seizoen                   | Club                    | Land           | Competitie     | Wed.       | Dlp.       | Wed.  | Dlp.  | Wed.   | Dlp.   | Wed.   | Dlp.   |
| ------------------------- | ----------------------- | -------------- | -------------- | ---------- | ---------- | ----- | ----- | ------ | ------ | ------ | ------ |
| 2018/19                   | Heracles Almelo         | Nederland      | Eredivisie     | 20         | 0          | 2     | 0     | 2      | 0      | 24     | 0      |
| 2019/20                   | Heracles Almelo         | Nederland      | Eredivisie     | 19         | 2          | 2     | 0     | –      | –      | 21     | 2      |
| 2019/20                   | Atalanta Bergamo        | Italië         | Serie A        | 1          | 0          | 0     | 0     | 0      | 0      | 1      | 0      |
| 2020/21                   | → Genoa CFC             | Italië         | Serie A        | 17         | 1          | 2     | 1     | –      | –      | 19     | 2      |
| 2021/22                   | Genoa CFC               | Italië         | Serie A        | 0          | 0          | 0     | 0     | –      | –      | 0      | 0      |
| 2021/22                   | → DSC Arminia Bielefeld | Duitsland      | Bundesliga     | 4          | 0          | 1     | 0     | –      | –      | 5      | 0      |
| 2022/23                   | Genoa CFC               | Italië         | Serie B        | 3          | 0          | 2     | 0     | –      | –      | 5      | 0      |
| 2023/24                   | → PEC Zwolle            | Nederland      | Eredivisie     | 5          | 0          | 1     | 0     | –      | –      | 6      | 0      |
| 2024/25                   | WSG Tirol               | Oostenrijk     | Bundesliga     | 20         | 0          | 1     | 0     | –      | –      | 21     | 0      |
| Carrièretotaal            | Carrièretotaal          | Carrièretotaal | Carrièretotaal | 89         | 3          | 11    | 1     | 2      | 0      | 102    | 4      |
| Bijgewerkt op 21 mei 2024 |                         |                |                |            |            |       |       |        |        |        |        |